# Сајочи (Валча)
Сајочи (рум. Saioci) насеље је у Румунији у округу Валча у општини Роешти. Oпштина се налази на надморској висини од 326 m.

## Становништво
Према подацима из 2002. године у насељу је живело 101 становника, од којих су сви румунске националности.